# Jacob Rahbek
Jacob Rahbek (17. september 1728 i Sønderskov, Sønder Borris Sogn – 19. november 1795 i København) var toldinspektør i København.
Han blev 1762 udnævnt til kammerråd og 1770 til justitsråd. 
Han ejede først huset Amaliegade 21 / Blancogade (nu Fredericiagade) 2-2A, som var opført 1758 af Johan Christian Conradi. Senere solgte han sin ejendom til en købmand Duncan og fik 1782 opført ejendommen Store Kongensgade 59, hvortil familien flyttede samme år.

## Ægteskaber
1. Gift 1. gang 9. marts 1759 i København med Johanne Riis (1731 i Hellested – 12. november 1761 i København), datter af Peder Riis (ca. 1700-1740), prokurator i Køge og Elisabeth Sophia Ewertz.
2. Gift 2. gang 1766 med Kirstine Marie Geertsen (1749 i Aarhus – 2. november 1768 i København), datter af Morten Andreas Geertsen (ca. 1710-1769), borgmester i Aarhus og Kirstine Marie Feilberg.
3. Gift 3. gang 22. november 1769 i København med Anna Olrog (3. december 1747 i København – 27. maj 1828 i København), datter af etatsråd Claus Olrog (1700-1770) og Agnethe Ackermann.

## Børn
Jacob Rahbek fik med sin 1. hustru Johanne Riis, sønnen Knud Lyne Rahbek (1760-1830), senere etatsråd, professor ved Københavns Universitet og medlem af Det Kongelige Teaters direktion.
Han var opsat at give sønnen en grundig opdragelse. Knud Lyne Rahbek fik sin første huslærer, da han var tre år gammel og begyndte at lære latin i femårsalderen. Som niårig fik Rahbek Jens Lorenz Jensen Adzer (1737-1798) som huslærer. Han var en streng herre og låste bl.a. barnet inde på sit værelse hver aften.
Med sin 3. hustru fik han datteren Agnete Sophie Rahbek (døbt 24. november 1770 - 11. december 1837 i København), gift med arkitekt og overbygningsdirektør Christian Frederik Hansen (1756-1845), og den senere præst og oversætter Matthias Rahbek (1780-1846). En anden datter af dette ægteskab var Jacobine Rahbek (31. december 1777 i København - 7. januar 1855 i Meldorf), som var gift med landfoged J.C.F. Heinzelmann (1762-1830).